# Bruno Bolchi
Bruno Bolchi (21. února 1940 Milán – 27. září 2022 Florencie) byl italský fotbalista, záložník. Po skončení aktivní kariéry působil jako trenér.

## Fotbalová kariéra
V italské nejvyšší soutěži začínal v Interu Milán, se kterým získal v sezóně 1962/63 mistrovský titul. Dále hrál v Serii B za Hellas Verona a v Serii A za Atalantu Bergamo a AC Turín. S AC Turín získal v roce 1968 italský fotbalový pohár. Kariéru končil v Serii C v týmu Pro Patria LSC, kde působil jako hrající trenér. V Poháru vítězů pohárů nastoupil ve 3 utkáních a v Veletržním poháru nastoupil v 8 utkáních. Za reprezentaci Itálie nastoupil v roce 1961 ve 4 utkáních.

## Ligová bilance
| Ročník          | Zápasy | Góly | Klub             |
| --------------- | ------ | ---- | ---------------- |
| Serie A 1957/58 | 1      | 0    | Inter Milán      |
| Serie A 1958/59 | 24     | 0    | Inter Milán      |
| Serie A 1959/60 | 13     | 2    | Inter Milán      |
| Serie A 1960/61 | 29     | 6    | Inter Milán      |
| Serie A 1961/62 | 28     | 2    | Inter Milán      |
| Serie A 1962/63 | 12     | 0    | Inter Milán      |
| Serie A 1963/64 | 2      | 0    | Inter Milán      |
| Serie B 1963/64 | 19     | 0    | Hellas Verona    |
| Serie A 1964/65 | 25     | 12   | Atalanta Bergamo |
| Serie A 1965/66 | 23     | 0    | AC Turín         |
| Serie A 1966/67 | 18     | 0    | AC Turín         |
| Serie A 1967/68 | 22     | 0    | AC Turín         |
| Serie A 1968/69 | 14     | 0    | AC Turín         |
| Serie A 1969/70 | 12     | 0    | AC Turín         |
| CELKEM Serie A  | 223    | 12   |                  |